# Saint-Saulge
Saint-Saulge é uma comuna francesa na região administrativa de Borgonha-Franco-Condado, no departamento Nièvre. Estende-se por uma área de 25,73 km². Em 2010 a comuna tinha 812 habitantes (densidade: 31,6 hab./km²).